# Martino di Vienne
Martino (fl. III-IV secolo) fu vescovo di Vienne, venerato come santo dalla Chiesa cattolica.

## Biografia
Nel catalogo dei vescovi di Vienne redatto da Adone nel IX secolo, Martino appare al 3º posto, tra Zaccaria e Vero. Lo stesso Adone colloca l'episcopato di Martino nel I secolo, all'epoca degli imperatori Nerone, Vespasiano e Tito, ossia tra il 54 e l'81, aggiungendo che sarebbe stato discepolo degli apostoli. Questa indicazione è tuttavia anacronistica, poiché il successore di Martino, Vero, è storicamente documentato agli inizi del IV secolo, per la sua partecipazione al concilio di Arles del 314. L'episcopato di Martino si colloca dunque tra la fine del III secolo e l'inizio del IV secolo; alcuni autori tuttavia ritengono dubbia l'esistenza storica di questo vescovo.

## Culto
Il culto di Martino è antico, essendo già presente nel martirologio geronimiano del V secolo, che ne faceva memoria l'11 maggio. In seguito è stato inserito nei martirologi medievali, che ne facevano la commemorazione al 1º luglio, e infine è passato nel Martirologio Romano di Cesare Baronio (XVI secolo).
Il Martirologio Romano, riformato a norma dei decreti del Concilio Vaticano II, ne fa l'elogio al 1º luglio con queste parole:
(Martirologio Romano. Riformato a norma dei decreti del Concilio ecumenico Vaticano II e promulgato da papa Giovanni Paolo II, Città del Vaticano, 2004, p. 507)